# 더 B팀

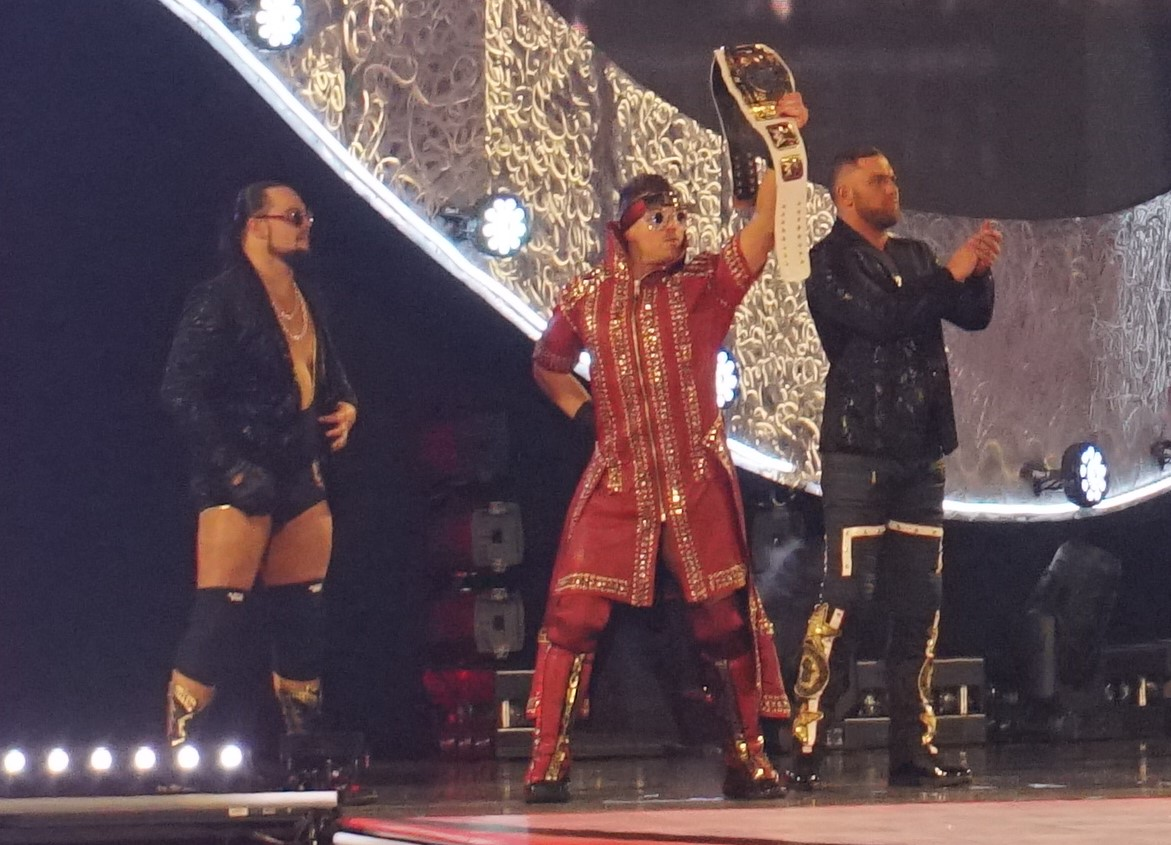

B팀(The B-Team)는 WWE내의 악역 스테이블이다. 소셜 아웃캐스트와 미즈투라지 일원이었던 커티스 액슬과 보 댈러스로 구성되어있다.
2018 슈퍼스타 셰이크업을 통해  수장 더 미즈가 Smackdown!으로 가게 되면서 미즈투라지는 역사속으로 사라지게 되고 RAW에 잔류한 두 멤버는 2018년 4월 16일 WWE Raw에서 B팀(The B-Team)이라는 새로운 팀명으로 활동하게 된다.

## 인 레슬링/In wrestling
- 더블 팀 피니싱 무브는/Double-team finishing moves
  - 벨리 투 백 수플렉스 넥브레이커 콤비네이션/Belly to back suplex neckbreaker combination

- 액슬스 피니싱 무브는/Axel's finishing moves
  - 액스홀/Axehole/액셀레이터/Axelizer(행맨즈 페이스버스터/Hangman's facebuster)

- 댈러스스 피니싱 무브는/Dallas's finishing moves
  - 로프-헝 위플래쉬 넥브레이커/Rope-hung whiplash neckbreaker

## 수상
- WWE 월드 Raw 태그팀웨이트 챔피언 (신 버전) (1회)